# Гадяцький повіт

Гадяцький повіт Полтавської губернії на карті 1821 року

Гадяцький повіт — адміністративно-територіальна одиниця Полтавської губернії Російської імперії; створений у 1781 році й існував до 1923 року. Повітовий центр — місто Гадяч.

## Історія
Гадяцький повіт був створений 16 вересня 1781 року після ліквідації залишків полкового устрою на Лівобережній Україні з частини Гадяцького полку.
Спочатку входив до складу Чернігівського намісництва, у 1791 році приєднаний до Київського намісництва. 
Від 30 листопада 1796 року — у складі Малоросійської губернії, а починаючи з 27 лютого 1802 року — Полтавської губернії.
Гадяцький повіт був розформований відповідно до постанови ВУЦВК від 7 березня 1923 року, а його землі увійшли до Гадяцького району Роменської округи.

## Географія
Станом на 1897 рік площа Гадяцького повіту становила 2 162,4 квадратної версти, у 1923 році (рік ліквідації) — 222 083 десятини.
Територією повіту протікала річка Псел. Під сільсько-господарськими угіддями перебувало 75% усіх земель. Ліси займали близько 9 % території повіту.

## Поділ і населення
За переписом 1897 року в Гадяцькому повіті налічувалось 145 903 осіб чоловічого населення.
Всіх жителів повіту, які сплачували податки, налічувалось в 1804 році  43363 особи, з яких купців - 72, міщан - 828, козаків - 16976, поміщицьких селян - 17024 особи.
За даними перепису 1900 року Гадяцький повіт складався з 18 волостей:
- Андріївська;
- Берестівська;
- Бобрицька;
- Бірківська;
- Великобудищанська;
- Вельбівська;
- Веприцька;
- Капустинська (Капустинцівська);
- Книшівська;
- Краснолуцька;
- Липово-Долинська;
- Лютенська;
- Петрівська;
- Поділківська;
- Рашівська;
- Русанівська;
- Сарська;
- Сергіївська.

На той час у повіті було 384 сільських населених пунктів.
На час розформування (1923) Гадяцький повіт складався з 21 волості, а його населення становило 170 011 чоловік.

## Органи влади та місцевого самоврядування
- Гадяцьке повітове земське зібрання
- Гадяцька повітова земська управа
- Гадяцьке повітове народне зібрання
- Гадяцька повітова народна управа

## Економіка і соцсфера
Посівні площі в Гадяцькому повіті на початок ХХ століття становили 105 тисяч десятин. Основні культури: озима і яра пшениця, ячмінь, гречка, просо, овес, жито, тютюн, цукровий буряк.
У 1799 р в повіті було нашестя сарани, яка винищила всі  посіви.
У 1895—1900 роках на душу населення збиралося в середньому по 23,9 пуда зернових.
Заводська промисловість була здебільшого пов'язана з переробкою сільгосппродукції — цукроварні та винокурні (55 заводів). Робітників — 740 чоловік. Загальна сума виробництва промислової продукції становила близько 700 тисяч карбованців. 
У 1901 році в повіті відбулося 56 ярмарків і базарів. У цей час діяло 7 медичних дільниць, 5 лікарень, 46 земських училищ.   
Церков  в повіті було 52, з них тільки 2 кам'яні